# Espacio polinómicamente reflexivo
En matemáticas, un espacio polinómicamente reflexivo (también denominado en ocasiones espacio polinomialmente reflexivo) es un espacio de Banach X, en el que el espacio de todos los polinomios en cada grado es un reflexivo.
Dado un funcional multilineal Mn de grado n (es decir, Mn es n-lineal), se puede definir un polinomio p como
{\displaystyle p(x)=M_{n}(x,\dots ,x)}
(es decir, aplicando Mn sobre la diagonal) o cualquier suma finita de estos elementos. Si en la suma solo hay n funcionales lineales, se dice que el polinomio es n-homogéneo.
Se define el espacio Pn como compuesto por todos los n polinomios homogéneos.
P1 es idéntico al espacio dual y, por lo tanto, es reflexivo para todas las X reflexivas. Esto implica que la reflexividad es un requisito previo para la reflexividad polinómica.

## Relación con la continuidad de las formas
En un espacio lineal de dimensión finita, una forma cuadrática x↦f(x) es siempre una combinación lineal (finita) de productos x↦g( x) h(x) de dos funcionales lineales g y h. Por lo tanto, suponiendo que los escalares son números complejos, cada secuencia xn que satisfaga g(xn) → 0 para todos los funcionales lineales g, también satisface f(xn) → 0 para todas las formas cuadráticas f.
En la dimensión infinita la situación es diferente. Por ejemplo, en un espacio de Hilbert, una secuencia ortonormal xn satisface g(xn) → 0 para todos los funcionales lineales g y, sin embargo, f(xn) = 1 donde f es la forma cuadrática f(x) = ||x||2. En palabras más técnicas, esta forma cuadrática no es débilmente secuencialmente continua en el origen.
En un espacio de Banach reflexivo con la propiedad de aproximación las dos condiciones siguientes son equivalentes:
- Toda forma cuadrática es débilmente secuencialmente continua en el origen.
- El espacio de Banach de todas las formas cuadráticas es reflexivo.

Las formas cuadráticas son polinomios 2-homogéneos. La equivalencia mencionada anteriormente también es válida para polinomios n-homogéneos, n=3,4,...

## Ejemplos
Para espacios {\displaystyle \ell ^{p}}, la Pn es reflexiva si y solo si n < p. Por lo tanto, ningún {\displaystyle \ell ^{p}} es polinómicamente reflexivo ({\displaystyle \ell ^{\infty }} se descarta porque no es reflexivo).
En consecuencia, si un espacio de Banach admite {\displaystyle \ell ^{p}} como espacio cociente, no es polinómicamente reflexivo. Esto hace que los espacios polinómicamente reflexivos sean raros.
El espacio de Tsirelson T* es polinómicamente reflexivo.